# Olga Katafiasz
Olga Karolina Katafiasz (ur. 13 sierpnia 1974) – polska filmoznawczyni, teatrolożka i literaturoznawczyni, prorektorka Akademii Sztuk Teatralnych im. Stanisława Wyspiańskiego w Krakowie.

## Życiorys
Olga Katafiasz w 1999 ukończyła studia polonistyczne na Uniwersytecie Jagiellońskim. W 2004 uzyskała tamże stopień doktorki nauk humanistycznych w dyscyplinie nauk o sztuce, specjalność filmoznawstwo, na podstawie napisanej pod kierunkiem Grażyny Stachówny dysertacji Kreacja bohatera i świata przedstawionego w ekranizacjach szekspirowskich Laurence'a Oliviera i Kennetha Branagha. W 2014 otrzymała tamże stopień doktorki habilitowanej nauk humanistycznych, dyscyplina literaturoznawstwo, specjalność komparatystyka, przedstawiwszy osiągnięcie naukowe Shakespeare i kino. Strategie adaptacyjne i ich konteksty społeczno-kulturowe.
W 2006 rozpoczęła pracę na Akademii Sztuk Teatralnych im. Stanisława Wyspiańskiego w Krakowie. Dziekanka Wydziału Reżyserii i Dramaturgii (2021–2024). Prorektorka AST w kadencji 2024–2028.
W latach 1995–2008 pracowała w zespole redakcyjnym „Didaskaliów”, publikując tam także w późniejszym okresie, m.in. na temat związków literatury, teatru, filmu oraz książek. Specjalistka filmowych adaptacji dzieł Williama Shakespeare'a.

## Wybrane publikacje książkowe
- Próby wrażliwości: Szekspirowskie ekranizacje Laurence'a Oliviera i Kennetha Branagha, Wydawnictwo Towarzystwa Naukowego Societas Vistulana, Kraków 2005, ISBN 83-88385-52-6.
- Słownik wiedzy o filmie, Wydawnictwo Park, Bielsko-Biała, 2005, 2009, ISBN 83-7266-526-5 (wspólnie z Joanną Wojnicką).
- Krzysztof Globisz. Notatki o skubaniu roli, Prószyński Media, Warszawa 2010, ISBN 978-83-7648-357-3 (wywiad-rzeka).
- Shakespeare i kino: strategie adaptacyjne i ich konteksty społeczno-kulturowe, Państwowa Wyższa Szkoła Teatralna im. Ludwika Solskiego, Kraków 2012, ISBN 978-83-63287-05-4.
- Lustra i echa. Filmowe adaptacje dzieł Williama Shakespeare’a, Państwowa Wyższa Szkoła Teatralna im. Ludwika Solskiego w Krakowie, Kraków 2017, ISBN 978-83-63287-19-1 (seria „Literatura na ekranie”).